# Andrzej Kupczyk
Andrzej Kupczyk (* 26. Oktober 1948 in Świdnica) ist ein ehemaliger polnischer Mittelstreckenläufer, der sich auf die 800-Meter-Distanz spezialisiert hatte.
1969 wurde er Sechster bei den Europameisterschaften in Athen. Einem fünften Platz bei den Halleneuropameisterschaften 1970 in Wien folgte eine Bronzemedaille bei den Halleneuropameisterschaften 1971 in Sofia.
1972 gewann er mit der polnischen Mannschaft Bronze in der 4-mal-720-Meter-Staffel bei den Halleneuropameisterschaften in Grenoble und wurde Siebter bei den Olympischen Spielen in München.
1971 und 1973 wurde er polnischer Meister über 800 Meter, 1970 über 1500 Meter.

## Persönliche Bestzeiten
- 800 m: 1:46,3 min, 4. Juli 1972, Oslo
  - Halle: 1:49,6 min, 10. März 1973, Rotterdam
- 1000 m: 2:18,7 min, 22. Juli 1973, Wałcz
- 1500 m: 3:41,2 min, 29. Juli 1973, Warschau